# トーンヨート
トーンヨート (タイ語: ทองหยอด, 発音 [tʰɔ̄ːŋ jɔ̀ːt]発音 [tʰɔ̄ːŋ jɔ̀ːt]発音 [tʰɔ̄ːŋ jɔ̀ːt])、あるいは「金色卵黄の雫」とは、タイ古来の菓子であり、縁起の良いとされる9つの伝統的なタイ菓子のひとつである。トーンヨートはポルトガルのアヴェイロ地方が発祥であり、アユタヤ王朝の王であったナーラーイ王の治世に王宮料理人に任命された日系人のマリア・ギオマール・デ・ピーニャが、ポルトガルの菓子であるオボス・モール・デ・アヴェイロから着想を得て作った菓子である。卵黄、小麦粉、及び砂糖を材料とする。

## トーンヨートにまつわる文化
トーンヨートは、結婚式などの特別な機会に食される、タイにおいて縁起が良いとされる9つのタイ菓子のうちの一つである。これらの伝統的なタイ菓子は、タイの食文化の至宝の一つである。トーンヨートは、トーンイップやトーンエーク、フォーイトーンと同じ種類の菓子である。トーンヨート自体は、他の人に贈られる金を象徴しているとされており、ある人から他の人への富の祝福を表している。